# Chimica ambientale
La chimica ambientale è lo studio scientifico dei fenomeni chimici e biologici che avvengono nell'ambiente naturale. In particolare studia l'interazione delle sostanze chimiche (fonti, funzioni, reazioni, trasporto, effetti e destino) negli ecosistemi (acqua, aria, suolo e organismi viventi).

## Descrizione
La chimica ambientale utilizza in maniera estensiva tecniche analitiche per determinare la presenza di inquinanti nelle acque, nei suoli e nell'aria, ed è un importante supporto per le agenzie di protezione ambientale.
Il campo di applicazione della chimica ambientale può essere molto esteso ed è interdisciplinare (si spazia dalla chimica analitica, alla chimica organica, alla radiochimica, alla chimica del suolo, alla tossicologia chimica, alla statistica alla biochimica alla geologia).
Inoltre una sfida ed insieme una necessità per il chimico ambientale è rappresentata dal lavoro di gruppo con tutti gli utenti dei dati ambientali: ecologi, biologi, geologi, idrogeologi, tossicologi, ingegneri, perché solo da un lavoro interdisciplinare può derivare una comprensione completa di un problema ambientale.
Può essere coinvolta ad esempio nello studio delle catene alimentari, dei cicli biogeochimici, fondamentali per quanto riguarda la disponibilità di alcuni elementi o molecole per la vita nella biosfera (come acqua, carbonio, ossigeno, azoto, fosforo), ad esempio:
- il ciclo dell'acqua
- il ciclo del carbonio
- il ciclo dell'azoto

Questi cicli possono subire dei mutamenti dovuti alle modifiche climatiche naturali o antropiche e all'inquinamento, causando fenomeni (anch'essi oggetto di studio) come:
- le piogge acide
- l'amplificazione dell'effetto serra
- il buco nell'ozono
- l'eutrofizzazione

La chimica ambientale studia anche gli effetti dell'inquinamento nel suolo, nei fiumi e nei laghi, gli effetti delle emissioni in atmosfera dei motori a scoppio, delle attività industriali o degli inceneritori.
Quando in un ecosistema si riscontrano elementi di criticità per la salute e la sopravvivenza degli organismi che lo popolano, è estremamente probabile che ci si trovi di fronte all'immissione di sostanze chimiche inquinanti.
Il relativo studio di chimica ambientale si articola nelle seguenti fasi
- Progettare una opportuna strategia di campionamento e raccolta dati.
- Definire la natura dell'inquinamento (analisi qualitativa).
- Definire l'estensione (mappatura) e il livello di inquinamento (indagine quantitativa).
- Risalire all'origine dell'inquinamento: incidente isolato o rilascio continuo da sorgente puntiforme, ecc.
- Valutare la mobilità ambientale: come una sostanza possa ripartirsi ed essere trasferita a diversi comparti ambientali (atmosfera, acqua, suolo e sedimento, organismi viventi).
- Valutare quali siano le trasformazioni più significative che la sostanza subisce nell'ambiente (idrolisi, fotolisi, ossidazione, biodegradazione) ed il conseguente tempo di residenza medio nei vari comparti.

In un momento storico di veloci cambiamenti ambientali, incertezze economiche, criticità energetica e sviluppo demografico la chimica ambientale ha di fronte a sé numerosi problemi da esaminare.
Oltre ai problemi già citati (riscaldamento globale, buco nell'ozono, piogge acide, eutrofizzazione) sarà necessario trovare combustibili meno inquinanti, sostituire prodotti dannosi (come certi solventi industriali), ed elaborare nuovi metodi di smaltimento dei rifiuti e di riciclo.
Una chimica che, basandosi sui principi dello sviluppo sostenibile previene e contribuisce a risolvere i problemi ambientali, è stata definita chimica verde.